# Antoninus Liberalis

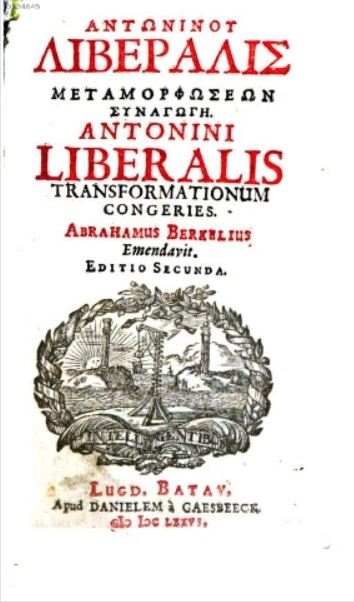
Page couverture de Transformationum congeries de Antoninus Liberalis, édition de 1676.

Antoninus Liberalis est un grammairien et mythographe d'expression grecque.

## Biographie
Sa vie est entièrement inconnue : on ne connaît que son nom, cité dans le titre et la suscription de l'unique manuscrit conservant son œuvre. La tradition philologique en fait un affranchi, et l'on pense qu'il a vécu dans la deuxième moitié du IIe siècle apr. J.-C. ou au début du IIIe siècle, c'est-à-dire sous le règne des Antonins ou des Sévères.
La seule œuvre qui lui soit attribuée, Métamorphoses (Μεταμορφωσέων Συναγωγή / Metamorphôséôn Sunagôgế, rédigée vers 150–160), qui est à distinguer de l'œuvre homonyme d'Ovide, présente un intérêt littéraire certain car ce recueil de quarante-et-une fables sur la mythologie grecque est souvent la seule trace d'œuvres poétiques plus anciennes aujourd'hui disparues. Antoninus déclare reprendre divers auteurs, principalement Nicandre de Colophon et Boïos, poètes de la période hellénistique.